# Иван Иванович (сын великого князя Ивана Михайловича)

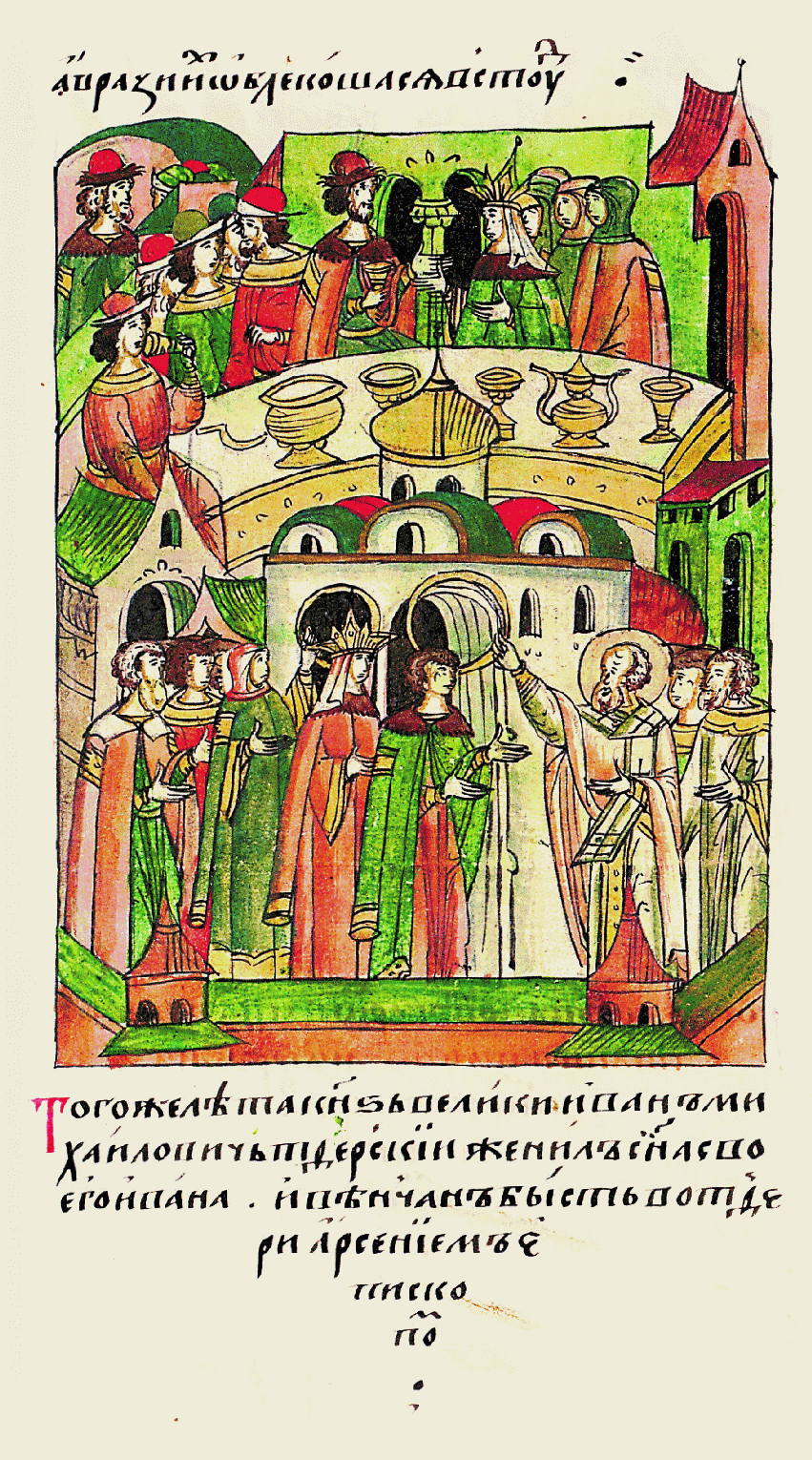
Лицевой летописный свод: «В том же году великий князь Иван Михайлович Тверской женил своего сына Ивана, а венчал его в Твери епископ Арсений»

Иван Иванович (Иоанн Иоаннович) — сын великого князя тверского Ивана Михайловича.
В 1406 году Иван, вместе с Фёдором Михайловичем Микулинским и Иваном Еремеевичем Дорогобужским (только и известным по этому походу), ходил с великим князем московским Василием Дмитриевичем на Витовта к реке Плаве. Здесь тверские князья были сильно оскорблены тем, что Василий вступил с Витовтом в переговоры без их ведома.
Дочь Ивана, Анна, в 1430 году выдана была за литовского князя Свидригайла.